# Житомир (футбольный клуб)
Муниципальный футбольный клуб «Житомир» (укр. Муніціпальний футбольний клуб «Житомир») — украинский футбольный клуб из Житомира. Основан в 2005 году. Прекратил выступления в чемпионатах Украины в 2006 году.

## История
Клуб был создан в 2005 году, после того как главная команда области «Полесье» прекратила своё существование. После этого будущий президент клуба Геннадий Забродский обратился с идеей создания муниципальной футбольной команды к городской власти и в частности к меру Житомира того периода Георгию Буравкову. Городские власти идею поддержали, и клуб был создан. Созданная на базе любительского житомирского «Арсенала», команда приняла участие в ближайшем чемпионате области, а осенью заявилась во Вторую лигу. Через год в Житомире состоялись выборы нового областного головы, которые Георгию Буравкову выиграть не удалось. Новая власть поддерживать команду не хотела, вследствие чего клуб объявил себя банкротом, команда была снята с соревнований во второй лиге после 19-го тура и «распущена». Часть игроков перешла в Житомирский клуб «Житычи».
Президент МФК «Житомир» Геннадий Забродский реорганизовал клуб в детский, на базе местной ДЮСШ.
В середине 2008 года были предприняты попытки возрождения клуба. С такой идеей к городскому совету обратился всё тот же Геннадий Забродский. Депутаты пошли на встречу данной инициативе.